# Elsenzgau
El Elsenzgau fou un comtat medieval a l'àrea de l'Elsenz al nord del modern estat de Baden-Württemberg, a l'est de Heidelberg; un dels llocs principals era Sinsheim.
Els comtes a l'Elsenzgau foren:
- Otó de Worms (Otó de Caríntia), † 4 de novembre de 1004, comte a Nahegau el 956, comte a Speyergau, Wormsgau, Elsenzgau, Kraichgau, Enzgau, Pfinzgau i Ufgau, dues vegades duc de Carintai (vers 978–983 i 995–1002), candidat a l'elecció reial del 1002, el 987 va fundar St. Lambrecht al Speyerbach; casat amb Judit, † 991.

Des de més o menys 1020 l'Elsenzgau fou donat en feu a la família dels Zeisolf-Wolfram, entre els quals:
- Wolfram, testimoniat vers 1024
- Zeisolf, el seu fill, vers 1065